# Агібалов Михайло Павлович
Михайло Павлович Агібалов (26 жовтня 1911 (8 листопада) — 17 жовтня 1941) був Радянський військовий офіцер, учасник битви при Халхін гол і Німецько-радянської війни, Герой Радянського Союзу (1939).

## Нагороди
- Золота зірка медаль Героя Радянського Союзу (29 серпня 1939)
- Два ордени Леніна (29 серпня 1939, 23 вересня 1942, посмертно)
- Орден монгольської Народної Республіки.

## Пам'ять
- Братська могила на Тургинівському шосе, на повороті під селищем Акинкино
- У пам'ять про героя в селах Зуївка і Надпрудново встановлені обеліски

вулиці в місті Самара і в селі Зуевке самарського краю були названі на честь Героя Радянського Союзу Агібалова М. П.
- З 29 листопада 1994 одна з вулиць мікрорайону "Мамаліно" в Твері носить його ім'я
- Назва героя була надана музею і школі села Зуєвка, а також школі-інтернату № 113 Самара і клубу в селі Нагрудово, Тверська обл.